# Marie-Charles Damoiseau
Marie-Charles-Théodore Damoiseau, baron de Montfort, född den 9 april 1768 i Besançon, död den 6 augusti 1846 i Paris, var en fransk militär och astronom.
Damoiseaus far var general och förutsåg även för sin son, som visade goda matematiska färdigheter, en militär bana. Som medlem av artilleriregementet i La Fère undkom den unge Damoiseau franska revolutionen och anslöt sig i exil till Condés armé. Han tjänstgjorde först på Sardinien, sedan i Piemonte. Damoiseau flydde därifrån undan de franska trupperna till Portugal.
I Portugal blev Damoiseau major i marinartilleriet, tillträdde samtidigt en post vid Lissabons observatorium och blev ledamot av vetenskapsakademien i Lissabon. Han inlade förtjänster inom fältet nautiska beräkningar.
År 1808 återvände Damoiseau till Frankrike tillsammans med Junots armé och deltog som artilleriofficer i fälttågen i Spanien. Senare hade han uppdrag i Bastia, i Antibes och slutligen i Comité de l'artillerie i Paris. År 1817 begärde han avsked med graden lieutenant-colonel.
Damoiseau blev föreståndare för Parisobservatoriet och École militaire i Paris och ledamot av Bureau des Longitudes. År 1825 invaldes Damoiseau i Académie des sciences och 1832 som utländsk hedersledamot i American Academy of Arts and Sciences. År 1824 tilldelades han Lalandepriset och 1831 Royal Astronomical Societys guldmedalj. Månkratern Damoiseau uppkallades 1935 efter honom.